# Issawane
Issawane este o comună rurală din departamentul Mayahi, regiunea Maradi, Niger, cu o populație de 29.987 de locuitori (2001).